# Grab vom Bergsvägen in Linköping
Das Grab vom Bergsvägen in Linköping (schwedisch Dubbelgraven från stenåldern) ist eine etwa 4700 Jahre alte (dreifach)-Kollektivbestattung der Bootaxtkultur. Es wurde im Jahr 1953 gefunden, als am Beginn des Bergsvägen in Linköping in der Provinz Östergötlands län in Schweden ein Kreisverkehr gebaut wurde.
Das Erdgrab enthielt die Skelette einer Frau und eines Mannes, die mit angewinkelten Beinen und gegeneinander gestellten Füßen auf der Seite liegend, mit Blick nach Westen bestattet waren. Neben dem Rücken der Frau war, zwischen den Pfoten eines Hundes, ein Säugling begraben worden. Mehrere verzierte Keramiken waren am Kopf der Frau, zusammen mit drei Äxten und einem Horndolch deponiert worden. Unter den kleinen Dingen waren ein paar aus Südeuropa stammende Kupferspiralen. Sie sind der Frau zuzuordnen und gehören zu den ältesten Kupferobjekten in Skandinavien.
Die Ausstattung des Mannes war deutlich dürftiger und bestand aus einer Bootaxt aus Grünstein, einer Speerschleuder und einem Feuersteinmesser.

## Pestfriedhof
An gleicher Stelle wurde ein etwa 80 × 60 m großer Pestfriedhof (schwedisch Pestkyrkogård) mit etwa 80 Bestattungen von 1711 gefunden.